# Pleolophus pilatus
Pleolophus pilatus là một loài tò vò trong họ Ichneumonidae.